# 1976年モントリオールオリンピックのベネズエラ選手団
1976年モントリオールオリンピックのベネズエラ選手団（1976ねんモントリオールオリンピックのベネズエラせんしゅだん）は、1976年にロサンゼルスで開催されたオリンピックのベネズエラ選手団。

## メダル
| メダル   | 選手名         | 競技       | 種目             | 日程    |
| -------- | -------------- | ---------- | ---------------- | ------- |
| 銀メダル | ペドロ・ガマロ | ボクシング | 男子ウェルター級 | 7月31日 |